# مک‌لارن دبلیو۱
مک‌لارن دبلیو۱ (به انگلیسی: McLaren W1) (با کد P18) یک خودروی اسپورت از شرکت خودروسازی بریتانیایی مک‌لارن است که قرار است از سال ۲۰۲۵ تولید شود. این وارث مک‌لارن اف۱ و مک‌لارن پی۱ است.
مک‌لارن دبلیو۱ در ۶ اکتبر ۲۰۲۴ معرفی شد.

## نمای کلی
دبلیو۱ بر اساس معماری فیبر کربنی مک‌لارن کربن سبک (MCLA) ساخته شده است.
این سریع‌ترین و پرشتابترین مک‌لارن قانونی جاده‌ای است که در ۲٫۷ ثانیه به سرعت ۱۰۰ کیلومتر بر ساعت (۶۲ مایل بر ساعت) می‌رسد و در ۵٫۸ ثانیه از حالت سکون به سرعت ۲۰۰ کیلومتر بر ساعت (۱۲۰ مایل بر ساعت) می‌رسد. حداکثر سرعت اعلام شده به صورت الکترونیکی به ۳۵۰ کیلومتر بر ساعت (۲۲۰ مایل بر ساعت) محدود شده است.
با هزینه ۲٫۱ میلیون دلار آمریکا، تنها ۳۹۹ دستگاه دبلیو۱ ساخته خواهد شد.